# Penaincisalia pichincha
Penaincisalia pichincha är en fjärilsart som beskrevs av Johnson 1990. Penaincisalia pichincha ingår i släktet Penaincisalia och familjen juvelvingar. Inga underarter finns listade i Catalogue of Life.